# Mistrzostwa Świata w Lekkoatletyce 1995 – bieg na 3000 m z przeszkodami mężczyzn
Bieg na 3000 m z przeszkodami mężczyzn – jedna z konkurencji rozgrywanych podczas mistrzostw świata w lekkoatletyce w 1995. Eliminacje odbyły się 7 sierpnia, półfinały miały miejsce 9 sierpnia, finał zaś został rozegrany 11 sierpnia.
Do konkursu zgłoszonych zostało 36 zawodników z 23 państw.
Zawody w tej konkurencji wygrał reprezentant Kenii Moses Kiptanui. Drugą pozycję zajął zawodnik z Kenii Christopher Koskei, trzecią zaś reprezentujący Arabię Saudyjską Saad Shaddad Al-Asmari.

## Wyniki

### Eliminacje
Bieg 1
| Miejsce | Zawodnik         | Państwo           | Wynik   |
| ------- | ---------------- | ----------------- | ------- |
| 1.      | Matthew Birir    | Kenia             | 8:24,34 |
| 2.      | Abdelaziz Sahere | Maroko            | 8:24,37 |
| 3.      | Javier Rodríguez | Hiszpania         | 8:24,66 |
| 4.      | Shadrack Mogotsi | Południowa Afryka | 8:25,61 |
| 5.      | Steffen Brand    | Niemcy            | 8:26,45 |
| 6.      | Karl Van Calcar  | Stany Zjednoczone | 8:26,97 |
| 7.      | Michał Bartoszak | Polska            | 8:27,25 |
| 8.      | Ville Hautala    | Finlandia         | 8:29,06 |
| 9.      | Marcel Laros     | Holandia          | 8:31,10 |
| 10.     | Mohamed Belabbes | Algieria          | 8:33,13 |
| 11.     | Spencer Duval    | Wielka Brytania   | 8:38,01 |
| 12.     | Wander Moura     | Brazylia          | 8:43,37 |

Bieg 2
| Miejsce | Zawodnik                | Państwo           | Wynik   |
| ------- | ----------------------- | ----------------- | ------- |
| 1.      | Saad Shaddad Al-Asmari  | Arabia Saudyjska  | 8:22,01 |
| 2.      | Christopher Koskei      | Kenia             | 8:22,27 |
| 3.      | Mark Croghan            | Stany Zjednoczone | 8:26,02 |
| 4.      | Władimir Pronin         | Rosja             | 8:27,79 |
| 5.      | Kim Bauermeister        | Niemcy            | 8:29,05 |
| 6.      | Alessandro Lambruschini | Włochy            | 8:29,36 |
| 7.      | Brahim Boulami          | Maroko            | 8:30,93 |
| 8.      | Keith Cullen            | Wielka Brytania   | 8:32,07 |
| 9.      | Antonios Vouzis         | Grecja            | 8:34,44 |
| 10.     | Godfrey Siamusiye       | Zambia            | 8:37,41 |
| 11.     | Vítor Almeida           | Portugalia        | 8:45,20 |
| 12.     | Zeba Crook              | Kanada            | 8:50,34 |

Bieg 3
| Miejsce | Zawodnik          | Państwo           | Wynik   |
| ------- | ----------------- | ----------------- | ------- |
| 1.      | Florin Ionescu    | Rumunia           | 8:22,86 |
| 2.      | Angelo Carosi     | Włochy            | 8:23,93 |
| 3.      | Al-arabi Khattabi | Maroko            | 8:24,11 |
| 4.      | Martin Strege     | Niemcy            | 8:24,18 |
| 5.      | Moses Kiptanui    | Kenia             | 8:24,20 |
| 6.      | Jim Svenøy        | Norwegia          | 8:24,49 |
| 7.      | Graeme Fell       | Kanada            | 8:24,85 |
| 8.      | Justin Chaston    | Wielka Brytania   | 8:24,97 |
| 9.      | Władimir Golas    | Rosja             | 8:27,50 |
| 10.     | Ricardo Vera      | Urugwaj           | 8:33,95 |
| 11.     | Ruben García      | Meksyk            | 8:36,28 |
| 12.     | Thomas Nohilly    | Stany Zjednoczone | 8:37,01 |

### Półfinały
Bieg 1
| Miejsce | Zawodnik           | Państwo           | Wynik   |
| ------- | ------------------ | ----------------- | ------- |
| 1.      | Angelo Carosi      | Włochy            | 8:19,73 |
| 2.      | Matthew Birir      | Kenia             | 8:20,17 |
| 3.      | Christopher Koskei | Kenia             | 8:20,53 |
| 4.      | Florin Ionescu     | Rumunia           | 8:20,76 |
| 5.      | Javier Rodríguez   | Hiszpania         | 8:20,89 |
| 6.      | Władimir Golas     | Rosja             | 8:20,97 |
| 7.      | Martin Strege      | Niemcy            | 8:22,33 |
| 8.      | Al-arabi Khattabi  | Maroko            | 8:24,13 |
| 9.      | Graeme Fell        | Kanada            | 8:24,74 |
| 10.     | Karl Van Calcar    | Stany Zjednoczone | 8:30,32 |
| 11.     | Brahim Boulami     | Maroko            | 8:35,42 |
| 12.     | Jim Svenøy         | Norwegia          | 8:40,53 |

Bieg 2
| Miejsce | Zawodnik                | Państwo           | Wynik   |
| ------- | ----------------------- | ----------------- | ------- |
| 1.      | Saad Shaddad Al-Asmari  | Arabia Saudyjska  | 8:25,19 |
| 2.      | Steffen Brand           | Niemcy            | 8:26,35 |
| 3.      | Władimir Pronin         | Rosja             | 8:26,70 |
| 4.      | Moses Kiptanui          | Kenia             | 8:27,26 |
| 5.      | Alessandro Lambruschini | Włochy            | 8:27,75 |
| 6.      | Michał Bartoszak        | Polska            | 8:29,14 |
| 7.      | Ville Hautala           | Finlandia         | 8:31,37 |
| 8.      | Justin Chaston          | Wielka Brytania   | 8:38,90 |
| 9.      | Kim Bauermeister        | Niemcy            | 8:45,27 |
| 10.     | Shadrack Mogotsi        | Południowa Afryka | 8:54,27 |
| –       | Mark Croghan            | Stany Zjednoczone | DNF     |
| –       | Abdelaziz Sahere        | Maroko            | DNF     |

### Finał
| Miejsce | Zawodnik                | Państwo          | Wynik   |
| ------- | ----------------------- | ---------------- | ------- |
| 01 !    | Moses Kiptanui          | Kenia            | 8:04,16 |
| 02 !    | Christopher Koskei      | Kenia            | 8:09,30 |
| 03 !    | Saad Shaddad Al-Asmari  | Arabia Saudyjska | 8:12,95 |
| 4.      | Steffen Brand           | Niemcy           | 8:14,37 |
| 5.      | Angelo Carosi           | Włochy           | 8:14,85 |
| 6.      | Florin Ionescu          | Rumunia          | 8:15,44 |
| 7.      | Władimir Pronin         | Rosja            | 8:16,59 |
| 8.      | Martin Strege           | Niemcy           | 8:18,57 |
| 9.      | Matthew Birir           | Kenia            | 8:21,15 |
| 10.     | Alessandro Lambruschini | Włochy           | 8:22,64 |
| 11.     | Władimir Golas          | Rosja            | 8:27,59 |
| 12.     | Javier Rodríguez        | Hiszpania        | 8:30,96 |